# Еритреја на Олимпијским играма
Еритреја се први пут појавила на Олимпијским играма 2000 године, у Сиднеју и од тада је учествовала на свим Летњим олимпијским играма до данас. 
Представници Еритреје никада нису учествовали на Зимским олимпијским играма.
Национални олимпијски комитет Еритреје формиран је 1996, а 1999. је примљен у МОК.

## Медаље

### Учешће и освојене медаље на ЛОИ
| Учешће и освојене медаље Еритреје на ЛОИ |                      |        |      |      |        |       |        |        |        |         |
| ЛОИ                                      | Носилац заставе      | Учешће | Муш. | Жене | спорт. | Злато | Сребро | Бронза | Укупно | Пласман |
| 2000. Сиднеј                             | Nebiat Habtemariam   | 3      | 2    | 1    | 1      | 0     | 0      | 0      | 0      | -       |
| 2004. Атина                              | Yonas Kifle          | 4      | 3    | 1    | 1      | 0     | 0      | 1      | 1      | 71      |
| 2008. Пекинг                             | Simret Sultan        | 10     | 8    | 2    | 1      | 0     | 0      | 0      | 0      | -       |
| 2012. Лондон                             | Weynay Ghebresilasie | 12     | 11   | 1    | 2      | 0     | 0      | 0      | 0      | -       |
| 2016 Рио де Жанеиро                      |                      |        |      |      |        |       |        |        |        |         |
| 2020. Токио                              |                      |        |      |      |        |       |        |        |        |         |
| 2024. Париз                              |                      |        |      |      |        |       |        |        |        |         |
| 2028. Лос Анђелес                        | предстојећи догађај  |        |      |      |        |       |        |        |        |         |
| 2032. Бризбејн                           | предстојећи догађај  |        |      |      |        |       |        |        |        |         |
| Укупно (4)                               |                      | 29     | 24   | 5    |        | 0     | 0      | 1      | 1      |         |

### Освајачи медаља
| Медаља | Име(на)         | Игре       | Спорт    | Дициплина |
| ------ | --------------- | ---------- | -------- | --------- |
| Бронза | Зерсенај Тадесе | 2004 Атина | Атлетика | 10.000 м  |

### Преглед учешћа спортиста и освајача медаља по спортовима на ЛОИ
Стање после ЛОИ 2012.
| Спорт      | Период | Период   | Укупно | Мушки | Жене |   |   |   |   |
| Спорт      | Прво   | Последње | Укупно | Мушки | Жене |   |   |   |   |
| ---------- | ------ | -------- | ------ | ----- | ---- | - | - | - | - |
| Атлетика   | 2000   | 2012     | 19     | 16    | 3    | 0 | 0 | 1 | 1 |
| Бициклизам | 2012   | 2012     | 1      | 1     | 0    | 0 | 0 | 0 | 0 |
| Укупно (2) |        |          | 20     | 17    | 3    | 0 | 0 | 1 | 1 |

Разлика у горње две табеле од 4 учесника (2 мушкарца и две жене) настала је у овој табели јер је сваки спотиста без обзира колико је пута учествовао на играма и у колико разних спортова на истим играма рачунат само једном

## Занимљивости
- Најмлађи учесник: Weynay Ghebresilasie, 18 година и 133 дана Лондон 2012. атлетика
- Најстарији учесник: Yonas Kifle, 35 година и 142 дана Лондон 2012. атлетика
- Навише учешћа: 4 Yonas Kifle
- Највише медаља: 1 Зерсенај Тадесе  (2004)
- Прва медаља: Зерсенај Тадесе (2004)
- Прво злато: -
- Најбољи пласман на ЛОИ: = 71 (2004)
- Најбољи пласман на ЗОИ: -